# Bactriola achira
Bactriola achira är en skalbaggsart som beskrevs av Maria Helena M. Galileo och Martins 2008. Bactriola achira ingår i släktet Bactriola och familjen långhorningar. Inga underarter finns listade.